# Csukaalakúak
A csukaalakúak (Esociformes) a csontos halak (Osteichthyes) főosztályába és a sugarasúszójú halak (Actinopterygii) osztályába tartozó rend.

## Rendszertani besorolásuk
A csukaalakúak, két élő sugarasúszójú halcsaládot, valamint egy fosszilis családot összefogó rend. A rendbe 14 élő faj tartozik.
Ez a rend, igen szoros rokonságban áll, a lazacalakúak (Salmoniformes) rendjével. Mindketten a Protacanthopterygii öregrend tagjai. A két rend annyira közel áll egymáshoz, hogy egyes rendszerező, a csukaalakúakat a lazacalakúak rendjébe helyezné át. Ez első csukaalakúak, a késő kréta korszakban jelentek meg, a valódi csontoshalak (Teleostei) korai evolúciós szétterjedésének eredményeként. Manapság, az ebbe a rendbe tartozó halak, csakis az északi félgömb, vagyis Észak-Amerika és Észak-Eurázsia édesvizeiben maradtak fent.

## Csukafélék
A csukafélék, lesből támadó ragadozó halak. Hosszú, egyenes és izmos testük, elöl megnyúlt pofában, hátul pedig villás farokúszóban végződik. Hátúszójuk és farok alatti úszóik, a testen hátul helyezkednek el. Ha zsákmányt érzékelnek villámgyorsan előúsznak rejtekhelyükről. Miután éles fogaikkal átszúrták áldozataikat, a csukák visszatérnek rejtekhelyükre, ahol addig forgatják a zsákmányt, ameddig fejjel előre lenyelhetik.
A családot anatómiailag a következők jellemzik: cápaszerű állkapcsi fogak, a mellúszók és vállcsont közti mesocoracoid csont jelenléte, a zsírúszó hiánya, a szaporodási időszakban a dudorok és a végbél egy része (pyloric cecae).
A csukafélék családjának két ismertebb faja, a csuka (Esox lucius), amely akár 150 centiméteresre is megnőhet, és igen kedvelt a sporthorgászok körében; a másik pedig, a muskellunge (Esox masquinongy), amely az előbbi fajnál, nagyobbra is megnőhet.

## Pócfélék
A pócfélék sokkal kisebbek, mint a csukák, nem nagyobbak 20 centiméternél. Habár kisméretűek, sikeres lesből támadó ragadozó halak. A part menti vizek növényzetében elrejtőzve kisebb gerinctelenekre csapnak le. Az észak-amerikai póchalak (Umbra) három faja közül az amerikai póc (Umbra limi) képes, persze kismértékben, oxigént felvenni a levegőből. A pócfajok az észak-amerikai kontinens atlanti-óceáni, oxigénben szegény mocsaras vidékein élnek, mint például a Mississippi mocsárvidékein. Európában azokra a helyekre telepítették be sikeresen ezeket a fajokat, amelyek teljesítik az őshazájukban lévő életfeltételeket.

## Rendszerezés
A rendbe alábbi 2 élő család és 1 fosszilis család tartozik:
- csukafélék (Esocidae) G. Cuvier, 1817 - 7 faj
- pócfélék (Umbridae) Bonaparte, 1845 - 7 faj

- †Palaeoesocidae Sytchevskaya, 1976[1]

## Fordítás
- Ez a szócikk részben vagy egészben  az   Esociformes című angol Wikipédia-szócikk ezen változatának fordításán alapul.  Az eredeti cikk szerkesztőit annak laptörténete sorolja fel. Ez a jelzés csupán a megfogalmazás eredetét és a szerzői jogokat jelzi, nem szolgál a cikkben szereplő információk forrásmegjelöléseként.